# Peterborough, South Australia
Peterborough är en ort i Australien. Den ligger i kommunen Peterborough och delstaten South Australia, omkring 220 kilometer norr om delstatshuvudstaden Adelaide. Antalet invånare är 1 689.
Trakten runt Peterborough är nära nog obefolkad, med mindre än två invånare per kvadratkilometer.. Peterborough är det största samhället i trakten. 
Trakten runt Peterborough består till största delen av jordbruksmark. Genomsnittlig årsnederbörd är 472 millimeter. Den regnigaste månaden är maj, med i genomsnitt 72 mm nederbörd, och den torraste är december, med 12 mm nederbörd.